# Ex chiesa di San Lazzaro (Como)
L'ex chiesa di San Lazzaro era un edificio di culto cattolico situato ai limiti della convalle di Como, lungo la strada che dalla Chiesa di San Rocco conduce al Castel Baradello e alla Basilica di San Carpoforo.

## Storia e descrizione
Le più antiche attestazioni storiche della chiesa di San Lazzaro risalgono al 1310, anno in cui l'edificio religioso risultava già essere annesso allo spedale di San Lazzaro de' lebbrosi, a sua volta costruito nell'ultimo decennio del XII secolo. Localizzato nei pressi di un varco che, nella cosiddetta Murata, permetteva il controllo dei traffici provenienti a Como da sud, tutto il complesso di San Lazzaro costituiva un luogo di quarantena per i forestieri intenzionati a fare il loro ingresso in città.
La chiesa si presentava originariamente come un edificio a pianta trapezoidale, suddiviso su due piani e dotato di campanile. Internamente, le aree presbiteriali vennero decorate con affreschi tardotrecenteschi, raffiguranti, tra gli vari soggetti, il profeta Geremia e una scena dell'Annunciazione. All'esterno, sopra al portale della chiesa, un affresco tardoquattrocentesco raffigurante una danza macabra ricordava come il luogo fosse stato spesso utilizzato come lazzaretto per appestati e lebbrosi.
Oggetto di rimaneggiamenti operati nei decenni di transizione tra i secoli XVI e XVII, la chiesa venne definitivamente sconsacrata nel 1779.
A seguito della sconsacrazione, la struttura venne dapprima utilizzata per finalità abitative e di deposito, per poi andare incontro a un progressivo processo di degrado che, nel 2003, comportò il crollo del tetto. L'affresco della danza macabra, irrimediabilmente scomparso dalle pareti nel corso dell'Ottocento, fu salvato dall'oblio grazie all'esecuzione, nel 1828, di una copia conservata presso la pinacoteca di Palazzo Volpi.